# Сайерс, Нельсон
Нельсон Сайерс (англ. Nelson Saiers) — американский художник, доктор философии в математике и экс-менеджер хедж-фонда. До 2014 г. работал в сфере финансов управляющим директором в Deutsche Bank AG и инвестиционным директором в Saiers Capital, LLC. В 2014 г. Сайерс оставил финансы, чтобы заняться искусством, основанным на математической науке.

## Биография
Нельсон Сайерс родился в г. Денвере, штат Колорадо, США.
Первые пять лет жизни провёл в Эфиопии и Афганистане, переезжая с родителями в связи с работой отца Ларри Сайерса в Агентстве США по международному развитию. В возрасте одного года Сайерса был задержан вместе с матерью и находился под дулом пистолета в Эфиопии при прохождении контрольно-пропускного пункта после свержения последнего императора Хайле Селассие. Сайерсы жили в Афганистане во время Саурской революции 1978 года, результатом которой стало установление просоветского правительства и гражданская война. Впоследствии семья переехала в Королевство Свазиленд и Гану, а после — в Вирджинию, США.
В 1997 году Сайерс окончил бакалавриат Университета Вирджинии.
В 1998 году за один год получил степень доктора философии в области математики в Университете Вирджинии в возрасте 23 лет. Его диссертация «Инволюции, фиксирующие произведения проективных пространств» была посвящена алгебраической топологии под руководством научного консультанта Роберта Эверта Стонга.

## Финансовая карьера
Нельсон Сайерс начал карьеру в Susquehanna International Group, позже продолжил в UBS. В Deutsche Bank трудился управляющим директором и руководил собственным бизнесом, ориентированным на деривативы. В июле 2010 года Сайерс покинул Deutsche Bank и присоединился к Alphabet Management — нью-йоркскому хедж-фонду, специализирующемуся на деривативах, где всего лишь спустя восемь месяцев — в марте 2011 года — был назначен директором по инвестициям.
Хедж-фонд Нельсона Сайерса добился признания в 2011 году, выиграв награду HFMWeek как хедж-фонд с наивысшей относительной стоимостью.
В декабре 2012 года Alphabet объявила, что фирма сменит название на Saiers Capital, LLC.
Американский еженедельный журнал Barron's описал Нельсона Сайерса как «звёздного кванта».
В 2014 году Сайерс оставил финансы, чтобы заняться искусством, основанным на математике.

## Художественная карьера
Искусство Нельсона Сайерса было представлено на персональных выставках в Леверетт-Хаусе Гарвардского университета, федеральной тюрьме Алькатрас, Эдвардианском зале отеля Plaza и многих галереях Нью-Йорка.
С июля 2016 года по февраль 2017 года Нельсон Сайерс выставил в Алькатрасе масштабную инсталляцию под названием «Сокращение: превращение иррационального в рациональное». Объединив свойства числа «Пи», тюремный жаргон и литературные ссылки, работа затронула «иррационально» длительные тюремные сроки, выносимые за незначительные ненасильственные преступления, связанные с наркотиками. На выставке были представлены первые несколько сотен цифр числа Пи на футболках. Художник-математик Нельсон Сайерс пояснил: «В колониях длительные сроки часто называют «футбольными цифрами», потому что их продолжительность в годах напоминает цифры на футбольных майках». Сайерс рассказал KQED об выставке: «Пи — это то, что называется иррациональным числом, что означает, что оно никогда не заканчивается и не повторяется. [...] Способ превратить его в рациональное число — это сократить его. Так что это очень хорошая метафора того, что нужно сделать с иррациональными сроками заключения, превратив их в рациональные». Футболки, представленные на выставке, висят на конопляной бельевой верёвке, также отсылают к фразе «вывешивать сушиться» и отказу от заключения под стражу.
Серия картин Сайерса «Внутри Уолл-стрит», выставленная в 2016 году, была посвящена финансовым кризисам и включала в себя финансовые алгоритмы, которые ранее написала его команда хедж-фонда.
Крупномасштабная скульптура Нельсона Сайерса под названием «Арбитраж» разместила чёрный Volkswagen Beetle с граффити в Челси на Манхэттене в Нью-Йорке, что является отсылкой к краткому «сжатию» Volkswagen в 2008 году, что привело к тому, что компания на короткое время стала крупнейшей компанией в мире по рыночной стоимости.
В октябре 2018 года Сайерс установил девятифутовую надувную крысу, покрытую ссылками на биткойны и кодом, перед зданием Федеральной резервной системы в знак уважения к Сатоши Накамото и протестам профсоюзов в Нью-Йорке.
В конце 2021 года Нельсон Сайерс прокомментировал денежно-кредитную политику Федеральной резервной системы «дешёвых денег», установив скульптуру рядом с Атакующим быком на Уолл-стрит. Он представлял собой автомат для жевательной резинки, наполненный вместо неё десятидолларовыми купюрами в шарах стоимостью по 50 центов каждый и надписью на лицевой стороне автомата «Не работает!».
Произведения автора вторичны и не представляют художественной ценности. 

## Филантропия
В октябре 2013 года во время месячного нью-йоркского проекта художника-граффити Бэнкси «Лучше снаружи, чем внутри» Нельсон Сайерс публично предложил пожертвовать 100 000 долларов на восстановление после урагана «Сэнди», если Бэнкси создаст в Нью-Йорке утверждённый властью города мурал для повышения осведомлённости людей, которые пострадали от стихии. Не получив ответа от Бэнкси, Сайерс решил продолжить пожертвование в размере $100 000 независимо от того, будет ли создан мурал. В дополнение к своему личному вкладу он собрал ещё $142 000 от анонимных жертвователей на создание легального мурала.
Нельсон Сайерс связан с благотворительной организацией Water, которая стремится обеспечить чистой водой жителей развивающихся стран. Он также является одним из основателей The Well — основной группы финансовых доноров, которые поддерживают благотворительность в области обеспечения людей чистой водой.